# Gérard Lapointe
Pour les articles homonymes, voir Lapointe.
Gérard Lapointe (1931- ) est un sociologue québécois dont les travaux ont marqué la sociologie urbaine et la sociologie rurale dans les années 1960. Il a travaillé également dans plusieurs ministères (Éducation, Développement culturel, Affaires internationales) du gouvernement québécois et joué un rôle dans la défense et la promotion de la langue française dans les années 1970 et 1980.

## Biographie

### Le sociologue
Il s'inscrit comme étudiant au département de sociologie de l'université Laval en 1955. 
Son mémoire de maîtrise, présenté en 1958, sous le titre Le pouvoir municipal : essais sur les fonctions municipales à Beauport, est le fruit d'une recherche menée sous la direction du sociologue de la culture Fernand Dumont.
En 1963, il poursuit ses études de troisième cycle en sociologie religieuse à l'École pratique des hautes études à Paris sous la direction de Gabriel Le Bras et avec l'aide de François-André Isambert. Le sujet et titre de sa thèse est Le Diocèse de Sainte-Anne-de-la-Pocatière : structures sociales et attitudes religieuses : étude de sociologie religieuse.
Ses travaux sur la ville de Beauport et le diocèse de La Pocatière ont marqué la sociologie urbaine et la sociologie religieuse en pleine Révolution tranquille.

### Le haut fonctionnaire
Il a exercé diverses fonctions au sein de ministères du gouvernement québécois (Éducation, Développement culturel, Affaires internationales). 
Au ministère de l'éducation, il est en fonction à la Direction de la planification en 1967. 
Il est conseiller culturel en éducation à la Délégation générale du Québec à Paris de 1971 à 1976.
Enfin, au ministère des Affaires internationales, il est directeur adjoint de la Direction France, responsable de la coopération avec la France.

### Le défenseur de la langue française

Logo du Conseil de la langue française.

Sous le ministre du développement culturel Camille Laurin, il s'implique dans le projet de « Livre blanc » sur la culture (sorti en 1977 sous le titre La politique québécoise de la langue française et annonçant les grandes lignes de la « Charte de la langue française » ou « Loi 101 »).
Après un passage comme professeur à l'École nationale d'administration publique (ENAP), il occupe le poste de secrétaire du Conseil de la langue française (CLF) de 1979 à 1990. 
En 1981, il préside un colloque international sur l’avenir du français dans les communications scientifiques et techniques, dont les actes seront publiés par le Conseil de la langue française, en 1983. 
Il est l'auteur, en 1998, d'une histoire des vingt premières années (1978-1998) de cet organisme de la Loi 101, et en 2008, le co-auteur, avec Yvan Lajoie, de l'histoire, de 1978 à 2008, de son successeur, le Conseil supérieur de la langue française.

### Le libraire
À sa retraite, il se porta acquéreur de la Librairie Lafond, propriété de Roger Auger, avec Denise, son épouse, et son fils Simon Lapointe, un musicien. La librairie, spécialisée dans le domaine du livre ancien, portait le nom de Au Vieux-Havre et était située rue des Navigateurs, à Québec.
Il s'intéressa, pendant ces années de retraite, à l'histoire de la ville de Québec et de ses alentours.

### Distinction
Gérard Lapointe est chevalier de l’Ordre national du mérite de la République française.

## Publications

### Livres
- Structures sociales et attitudes religieuses. Étude sociologique du diocèse de Sainte-Anne-de-la-Pocatière, Québec, Centre de recherche en sociologie religieuse, Faculté de théologie, Université Laval, 1967, 349 p. (publication de la thèse de 3e cycle de l'auteur soutenue en 1963).

- Le Conseil de la langue française, 1978-1998, Québec, CLF, 1998, ix-69 p. (première édition).

- avec Yvan Lajoie, Le Conseil supérieur de la langue française 1978-2008, mai 2008, Québec, CSLF, 131 p. (deuxième édition).

### Direction d'ouvrages collectifs
- avec Maurice Mercier (dir.), L'avenir du français dans les publications et communications scientifiques et techniques, Actes du colloque international, Québec, Éditeur officiel du Québec, volume 1, 1983, présentation.

- avec Michel Amyot (dir.), L’état de la langue française au Québec : bilan et prospective, Montréal, Conseil de la langue française, 1986, 2 vol.

### Articles
- « Étude sociologique du diocèse de Sainte-Anne-de-la-Pocatière », Recherches sociographiques, vol. 1, n° 2, 1960, p. 219-220 (compte rendu de Nicole Gagnon dans vol. 10, fasc. 1, 1969, p. 123–124).

- « Le pouvoir municipal : une recherche sociologique », Recherches sociographiques, vol. 2, Nos 3–4, 1961, p. 401–435.

- La langue française et les nouvelles techniques de l'information, dans Actes de la XIIe Biennale (Marrakech, 1987), Toronto et Paris, Éditions du GREF et Les Amis du français universel, 1988.